# Cymodusa clypearis
Cymodusa clypearis är en stekelart som beskrevs av Dbar 1984. Cymodusa clypearis ingår i släktet Cymodusa och familjen brokparasitsteklar. Inga underarter finns listade i Catalogue of Life.